# Liste der Hersteller von E-Bässen und E-Bass-Verstärkern
Nachfolgend eine Liste der Hersteller von E-Bässen und E-Bass-Verstärkern.

## Hersteller von E-Bässen

### Fender

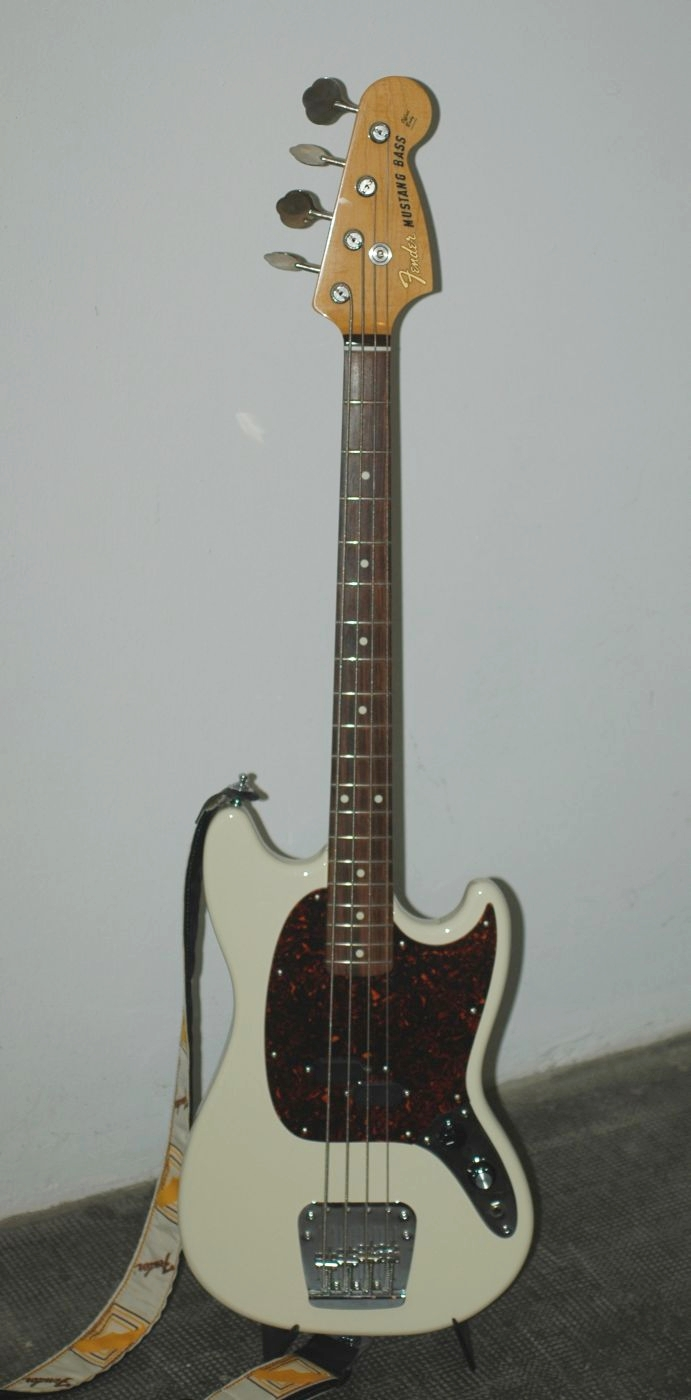
Fender Mustang Bass

Wie auch bei der E-Gitarre gehörte die Firma Fender im Bereich des E-Basses zu den Pionieren. So galt der 1951 herausgebrachte Precision Bass, der noch heute einer der beliebtesten und am meisten kopierten E-Bässe überhaupt ist, lange Zeit als der erste Solidbody-Bass überhaupt. Tatsächlich aber hatte Paul Tutmarcs Firma Audiovox Manufacturing & Co einen solchen Bass bereits vor dem Zweiten Weltkrieg gebaut (siehe E-Bass-Geschichte); die Firma Fender wurde wegen ihrer Werbung, in der sie behauptete, den ersten E-Bass der Welt gebaut zu haben, auch schon mehrmals verklagt. Allerdings ist Fender wohl die erste Firma, die einen solchen Bass in großen Stückzahlen produzierte.
Der Name Precision rührt dabei von der Verwendung von Bundstäbchen auf dem Griffbrett her, was zur damaligen Zeit eigentlich unüblich war. Bei bundlosen Bässen war das präzise Greifen der Töne ein kompliziertes Unterfangen, doch mit den Bundstäbchen wurde es „präziser“.
Auch wenn technisch der Schritt von der E-Gitarre zum E-Bass nur noch klein schien, so war der P-Bass, wie er oft genannt wird, doch ein ganz neues Instrument und für die Entwicklung der modernen Rock- und Pop-Musik ein echter Meilenstein. Das klassische Rock-Trio mit E-Bass, E-Gitarre und Schlagzeug wäre ohne diese Erfindung nicht denkbar. Einige Details, die für diesen Bass entwickelt wurden, wie zum Beispiel das zweite Cutaway, wurden später bei der Stratocaster-Gitarre übernommen.
Da der Precision nur mit einem einzigen Splitcoil-Tonabnehmer (ein gesplitteter Singlecoil) ausgestattet war, war er soundmäßig naturgemäß etwas eingeschränkt. Dieses Manko wurde 1960 beim Jazzbass (J-Bass) behoben, der mit zwei Singlecoils ausgestattet war und auch vom Design und Handling einige Neuerungen brachte. Der Jazzbass ist bis heute einer der weitverbreitetsten und beliebtesten Bässe überhaupt.
Auch wenn Fender noch einige andere Bassmodelle entwickelte, wie zum Beispiel den Telecaster Bass, konnten diese sich nie in der Masse durchsetzen. Bis heute werden bei Fender Precision- und Jazzbass-Modelle in unterschiedlichsten Ausführungen produziert.
Die Bässe sind in der „Made in USA“-Ausführung ab 800 bis 1000 Euro erhältlich, die Preise für ältere Exemplare (1960er Jahre) betragen allerdings häufig ein Vielfaches.

### Gibson

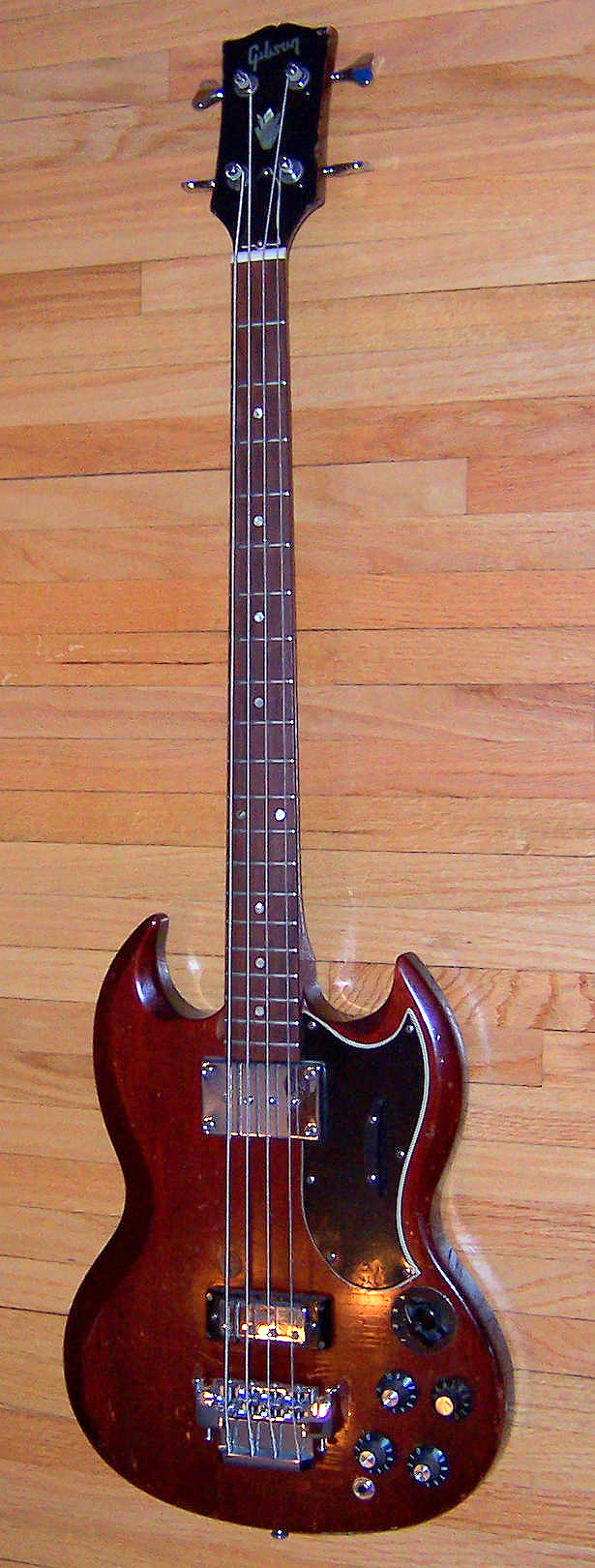
Gibson EB-3-Bass

Während Gibson bei Gitarren zusammen mit Fender zu den ganz wesentlichen Innovatoren gehörte, hatte man bei den meisten Bassmodellen keine sehr glückliche Hand. Die vielversprechenden Konzepte scheiterten in der Regel an einzelnen Konstruktionsdetails, wie zum Beispiel der Verwendung von Mahagoni für Hals und Korpus (EB-0, EB-3, Thunderbird), kurzen Mensuren (EB-0, EB-3, Viola-Bass), hochohmigen Tonabnehmern in ungünstigen Positionen (EB-0) und unfunktionellen Brücken (EB-0, EB-3, Thunderbird, G3, Grabber, Ripper), was im Allgemeinen einen zwar vollen, aber fast immer auch schlecht definierten Klang zur Folge hatte. Selbst reine Ahornkonstruktionen (G3, Grabber, Ripper, RD Artist) und langmensurige Bässe (Thunderbird, Les Paul, Explorer) – einige Modelle sogar mit raffinierten Aktivelektroniken ausgestattet (RD Artist, Victory) – blieben, teils verdient, teils zu Unrecht (aufgrund der schon beschädigten Reputation) relativ erfolglos.
Gibsonbässe haben sich trotz allem immer ihre treue Fangemeinde erhalten können und besonders die Modelle Thunderbird und EB-3 (der Bass, mit dem Jack Bruce bei Cream das Bassspiel neu definierte) sind nach wie vor sehr beliebt, da sie mit ihren ungewöhnlichen Designs und ihrem Kultsound eine willkommene Alternative zum Mainstream darstellen.

### Höfner
Sehr bekannt wurde in den 1960er Jahren das Modell Höfner 500/1, auch Violinbass genannt, der zu Unrecht als Kopie des Gibson EB-1-Basses bezeichnet wird. Dies ist insofern unzutreffend, weil beide Instrumente bestenfalls eine ähnliche Silhouette aufweisen, im Aufbau jedoch grundverschieden sind. Während in Kalamazoo/Michigan die ersten Instrumente (Mandolinen) bei Gibson praktisch aus Vollholzblöcken geschnitzt wurden, war das fränkische Bubenreuth zu dieser Zeit bereits das Zentrum des deutschen Streich- und Zupfinstrumentenbaues, wo der Violinenbau perfekt beherrscht wurde. Der durch seinen prominentesten Benutzer Paul McCartney (deshalb auch „Beatles-Bass“ genannt) legendär gewordene Höfner-Violinbass reflektiert praktisch das ganze Know-how des Geigenbaus, wohingegen der aus Vollholz gesägte Gibson EB-1 mit dieser Form lediglich die Bassisten der 50er Jahre vom Kontrabass weglocken wollte. Diese Absicht hinter dem mehr als 6 Kilo schweren Instrument wird auch durch den mitgelieferten Standfuß deutlich, der das Zupfen in stehender Position im Kontrabass-Stil ermöglichte.
Beim Höfner-Violinbass (Werksbezeichnung: 500/1), der mit geringen Veränderungen seit 1956 bis heute gebaut wird, handelt es sich um einen Short-Scale-Bass mit sehr geringen Saitenabständen und geigenförmigem Korpus, der entsprechend bequem zu bespielen ist, allerdings einen etwas undefinierten, dumpfen Ton (vintage sound) mit kurzem Sustain produziert. Außer dem Violinbass hat Höfner noch zahlreiche Bässe produziert, die jedoch außer dem Club-Bass (500/2) und dem 1982 vorgestellten Shorty-Bass (187/2) keine nennenswerte Aufmerksamkeit am Markt erlangen konnten.

### Rickenbacker
In den späten 60er und frühen 70er Jahren wurde das Modell 4001 des Herstellers Rickenbacker sehr populär, das, von seinem außergewöhnlichen Design abgesehen, mit seinem durchgehenden mehrteiligen Hals (Neck-thru), speziellen Tonabnehmern und einem eigenwilligen elektronischen Konzept (die zwei Signale der Tonabnehmer, die jeweils bestimmte Frequenzbereiche verstärken, können mittels eines Stereo-Ausgangs jeweils einzeln bearbeitet werden) auch einen einzigartigen definierten und aggressiven Sound erzeugte. Aufgrund dieses speziellen Sounds wurde der Rickenbacker 4001 vor allem im (progressiven) Rock eingesetzt, zu hören in den Händen von Paul McCartney (The Beatles, Wings), Chris Squire (Yes), Geddy Lee (Rush), Roger Glover und Glenn Hughes (Deep Purple), Martin Turner (Wishbone Ash), Lemmy Kilmister (Motörhead), Cliff Burton (Metallica), Joey DeMaio (Manowar), Robert Byron Hardy (Franz Ferdinand) und vielen mehr.

### Weitere Hersteller von E-Bässen
| - Alba - Alden - Alembic - Ampeg - Aria - Bach - BassLine - B.C. Rich - Blade - Bogart - Burns - Börjes - Career - Clifton - Clover - Collier - Collins - Conklin - Cort Guitars - Cyan Guitars - Danelectro - Dean - Dimavery - Dingwall - Duesenberg - Eko - Enfield - Epiphone - Esh - ESP (LTD) - Günter Eyb - Fernandes - FGN (Fujigen) - Fleabass | - Fodera Guitars - Framus - Franz Bass Guitars - G&L - Godin - Hagström - Hartke - Hohner - Hondo - Hoyer - Human Base - Ibanez - Jackson - Jay Dee - Jolana - Johnson - Keyton - Ken Smith Basses - Christof Kost - Lakland - Leduc - Le Fay - Line 6 - Lyon - Marleaux - C. F. Martin - Mayones - Michael Zon - Modulus - MTD (Michael Tobias Design) - Maruszczyk - Mensinger - Music Man - Musima | - Overwater - Peavey - Pedulla - Ritter - Rocktile - Sadowsky - Samick - Sandberg Guitars - Schack Guitars - Schecter - Sire - Spector - Status - Stagg - Steinberger - Squier - Tenson - Tonfuchs - Traben - Rick Turner - Vester - Vigier - Vincent - Vintage - Vision - Wal - Waja-Bass - Warwick - Washburn Guitars - Westbury - Yamaha |  |

## Hersteller von E-Bass-Verstärkern
| - Acoustic Control Corporation - Aguilar - Alembic - Ampeg - Ashdown - Behringer - Cort Guitars - EBS - Eden - Eich - Epifani - Fender - Gallien-Krueger - Genz Benz - Glockenklang - Hartke - Hiwatt | - Hughes & Kettner - Ibanez - Johnson - Kustom - Laney - Line 6 - Markbass - Marshall - Mesa/Boogie - Peavey - Orange - Roland - Sadowsky - Stagg - SWR - TC Electronic - Trace Elliot - Warwick - Weber - Yorkville |